# لوکوموتیو یو-۱۲۷

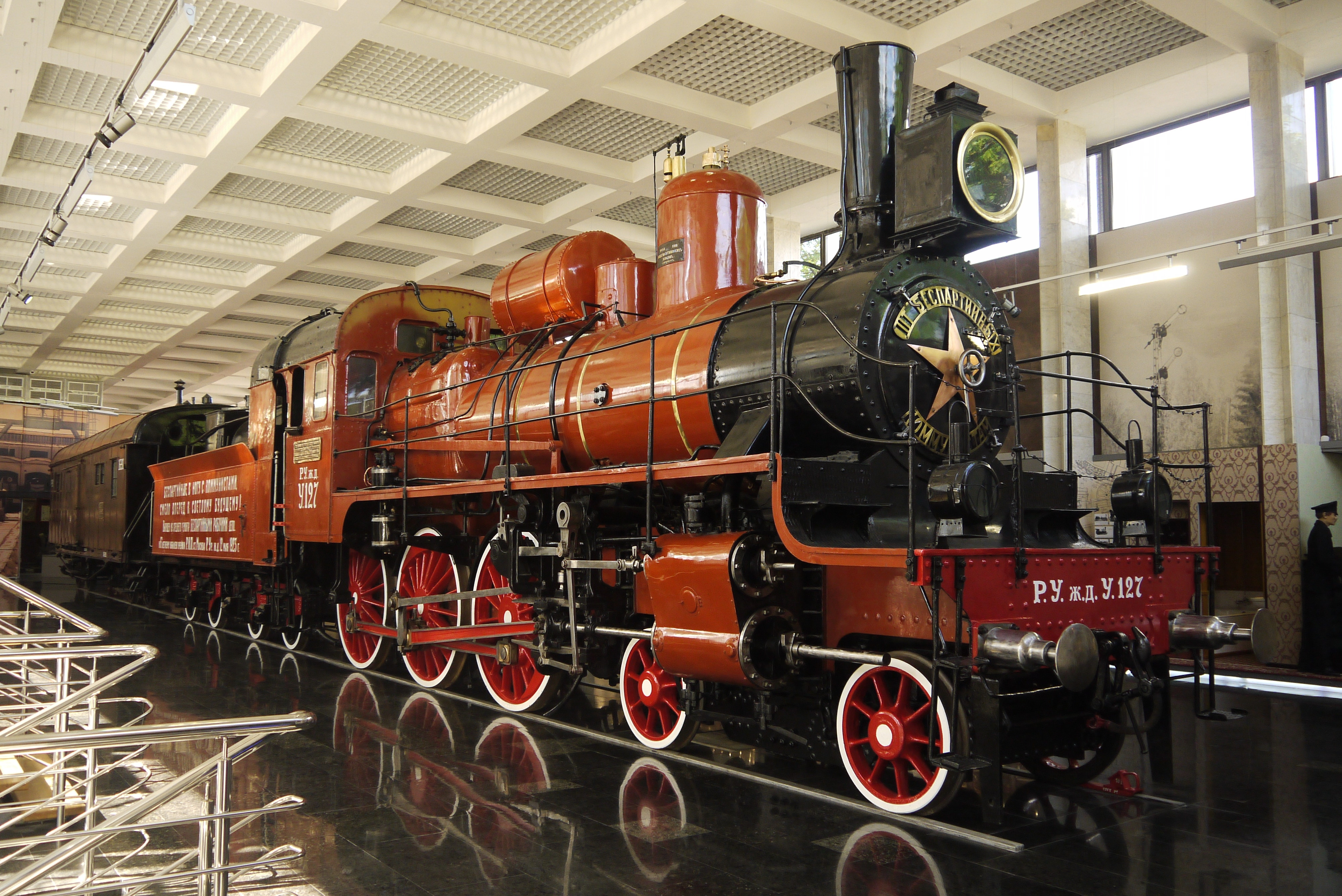
لوکوموتیو یو-۱۲۷ روسی

لوکوموتیو یو-۱۲۷ روسی (به انگلیسی: Locomotive U-127) یک لوکوموتیو بخار ۴-۶-۰ از نوع لوکوموتیو روسی کلاس یو است که در موزه راه‌آهن مسکو در کنار پایانه راه‌آهن پاولتسکی در مسکو نگهداری می‌شود. این لوکوموتیو اولین لوکوموتیو بخار روسی بود که حفظ و نگهداری شد.

## تاریخچه
لوکوموتیو روسی کلاس U یک لوکوموتیو ترکیبی چهار سیلندر گلهن بود که برای اولین بار در سال ۱۹۰۶ ظاهر شد. ۶۲ لوکوموتیو کلاس U بین سال‌های ۱۹۰۶ تا ۱۹۱۶ در کارخانه پوتیلوف (بعدها کارخانه کیروف) ساخته شد. در آغاز سال ۱۹۴۰ موجودی هنوز ۴۷ عدد بود. در سال ۱۹۵۲لوکوموتیوهای کلاس U آخرین لوکوموتیوها بودند که از رده خارج شدند. به دلیل اینکه لوکوموتیو ولادیمیر لنین بود، از آن برای بازگرداندن جسد او به مسکو استفاده شد، به همین دلیل مانند خود لنین از گزند زمان فرار کرده است واز سال ۱۹۴۸ در شرایط عالی حفظ شده است.
U-127 اولین لوکوموتیو روسیه بود که تا دهه ۱۹۸۰ فقط حفظ شده بود. تنها لوکوموتیو حفظ شده دیگر Hk1 293 در ایستگاه فنلاند در لنینگراد/سنت سنت است. پترزبورگ که لنین را از تبعید بازگرداند. با این حال Hk1 293 توسط ریچموند لوکوموتیو ورکز در ایالات متحده برای راه‌آهن دولتی فنلاند ساخته شده بود و بنابراین از نظر فنی یک لوکوموتیو روسی نیست. U-127 در سال ۱۹۱۰ با شماره سازنده ۱۹۶۰ ساخته شد و مقصد آن راه‌آهن تاشکند بود.

### نگارخانه
- U-127 in 1923 after repair
- Cab
- Inscription plaque
- Tender with inscription
- Builder's plate, steam dome and whistle
- Van 1691